# مورینو
مورینو (به ایتالیایی: Morino) یک کومونه در ایتالیا است که در استان لاکویلا واقع شده‌است.

## خصوصیات
مورینو ۵۲٫۵۵ کیلومترمربع مساحت و ۱٬۵۱۹ نفر جمعیت دارد و ۴۴۳ متر بالاتر از سطح دریا واقع شده‌است.